# Malephora crocea
Malephora crocea är en isörtsväxtart som först beskrevs av Nikolaus Joseph von Jacquin, och fick sitt nu gällande namn av Schwant. Malephora crocea ingår i släktet Malephora och familjen isörtsväxter. Inga underarter finns listade i Catalogue of Life.

## Bildgalleri

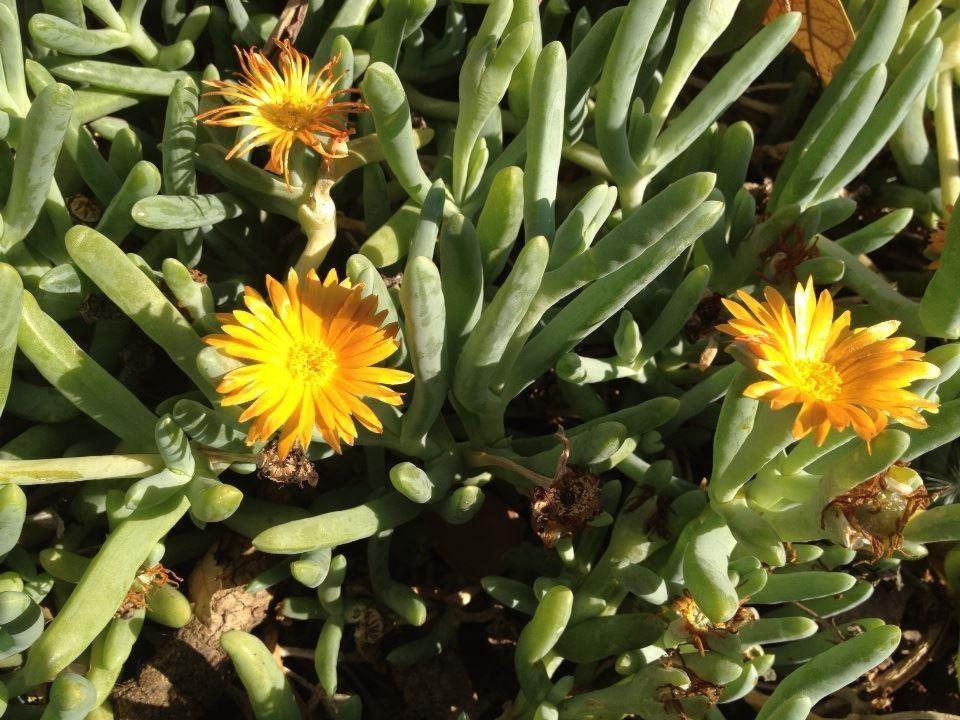
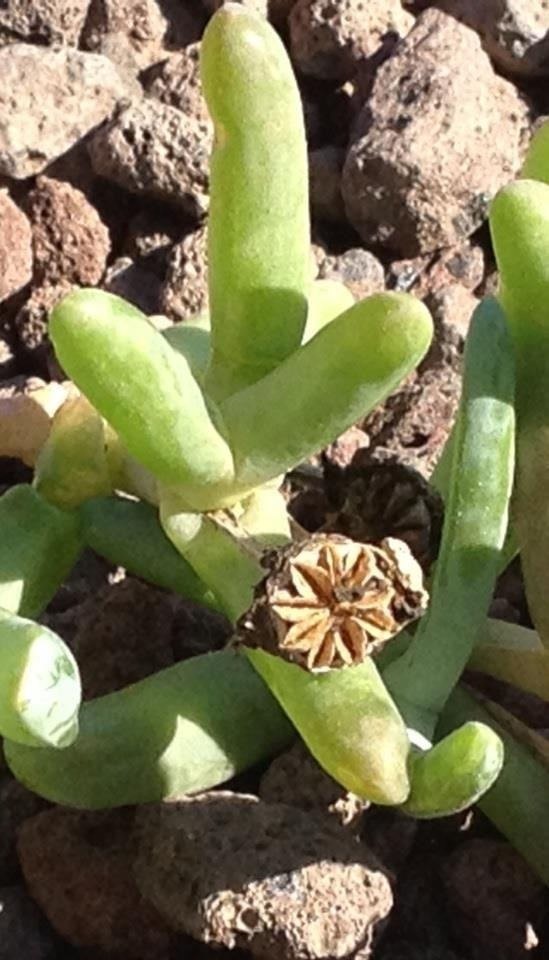
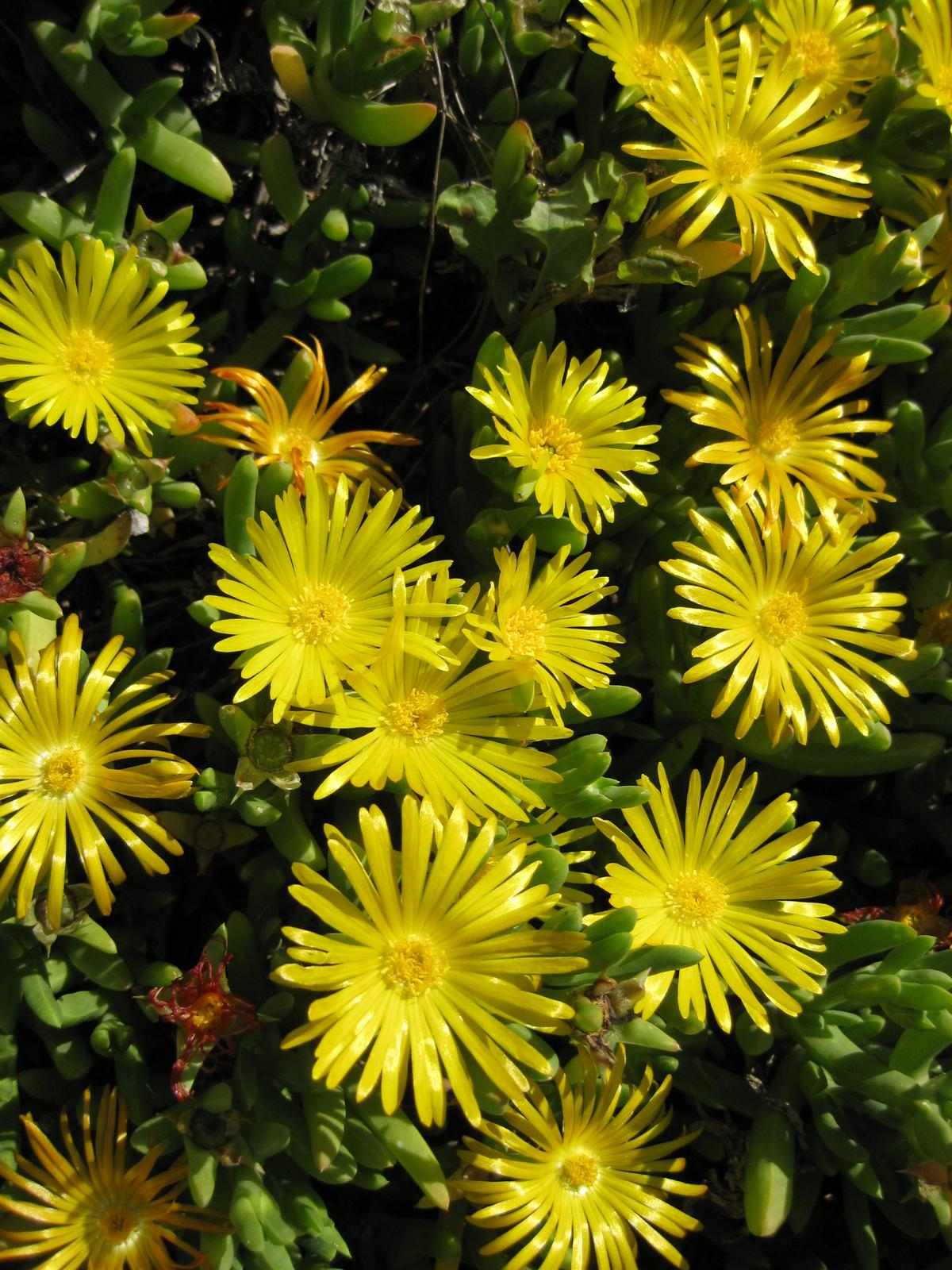
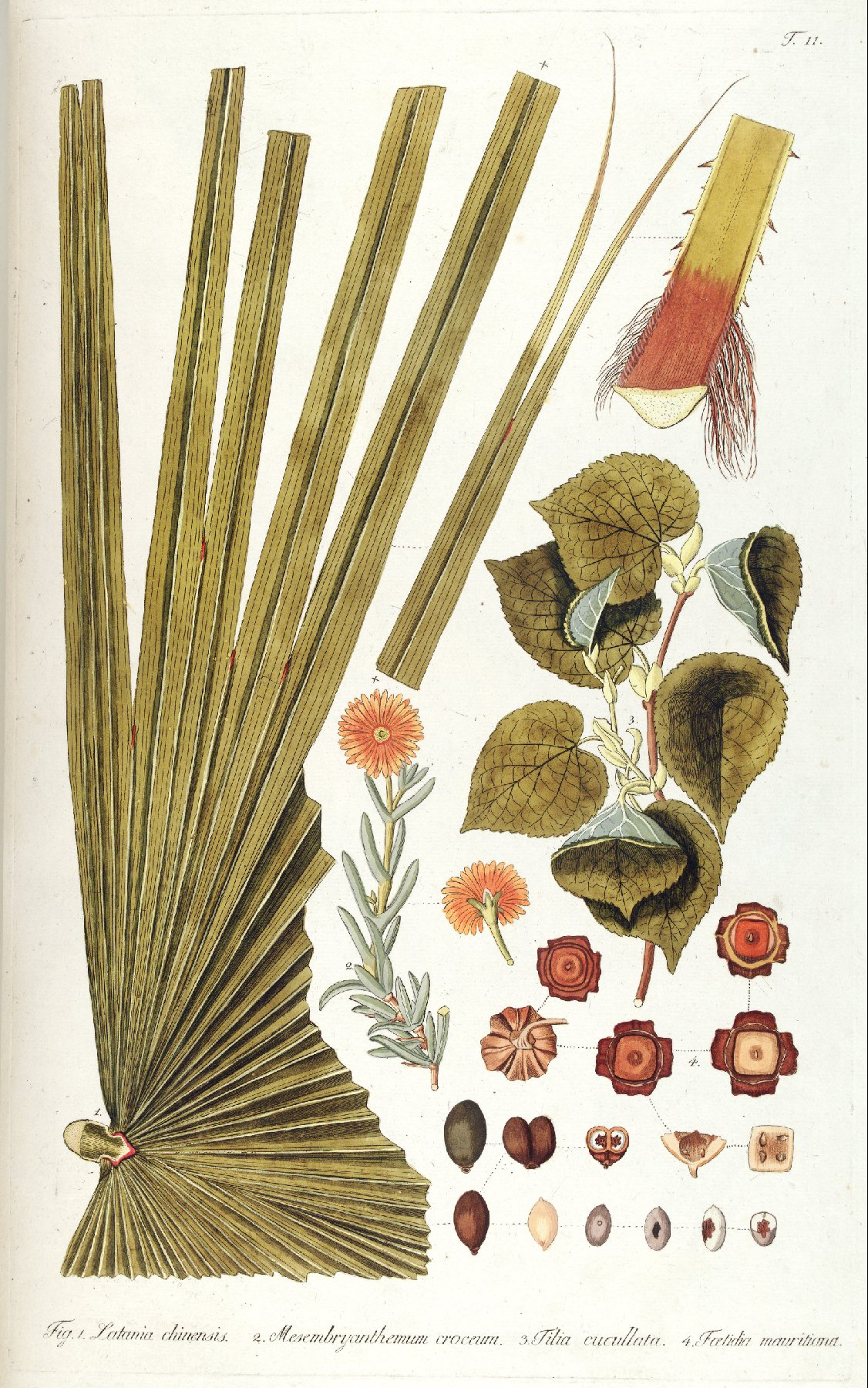
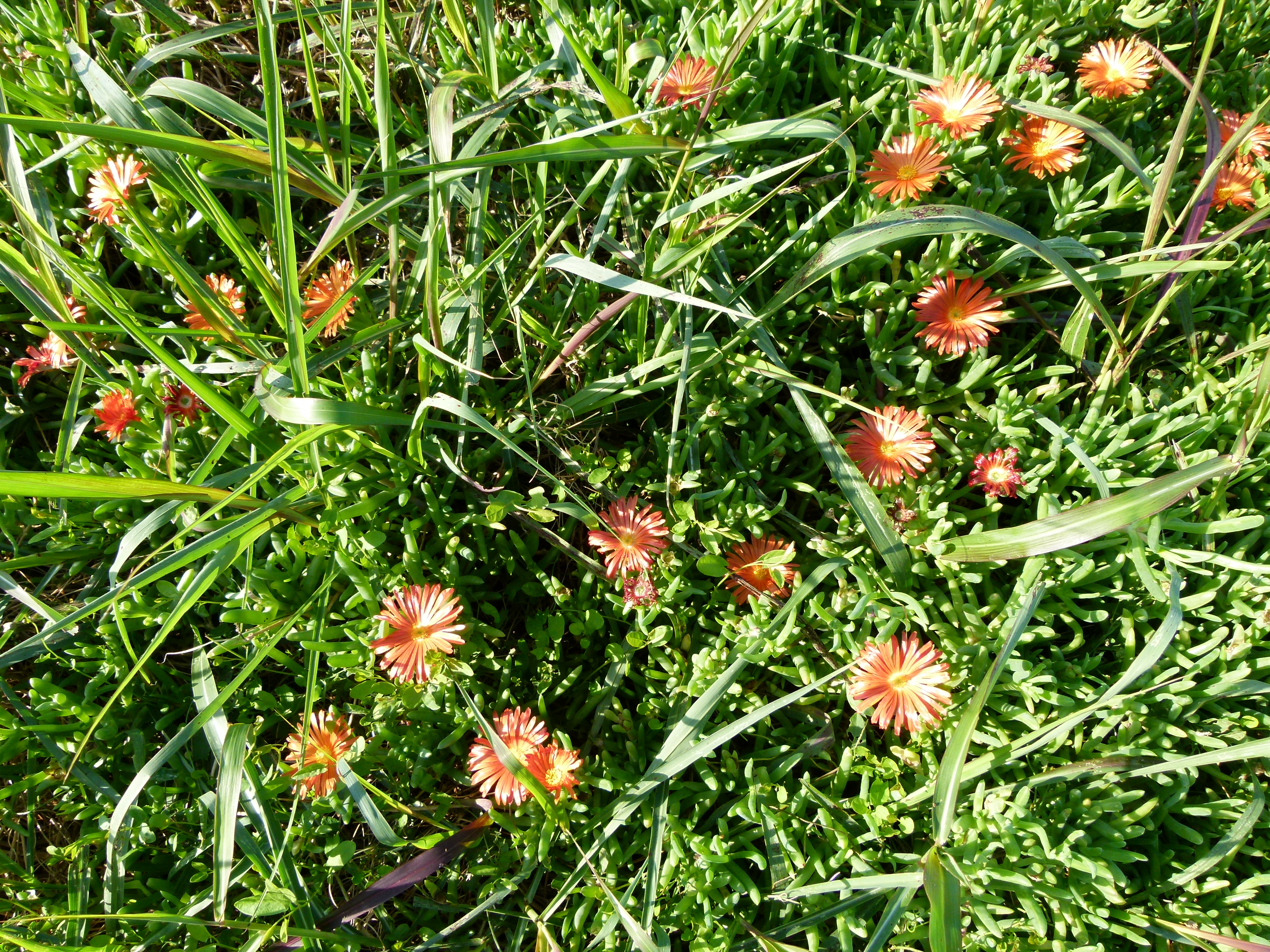
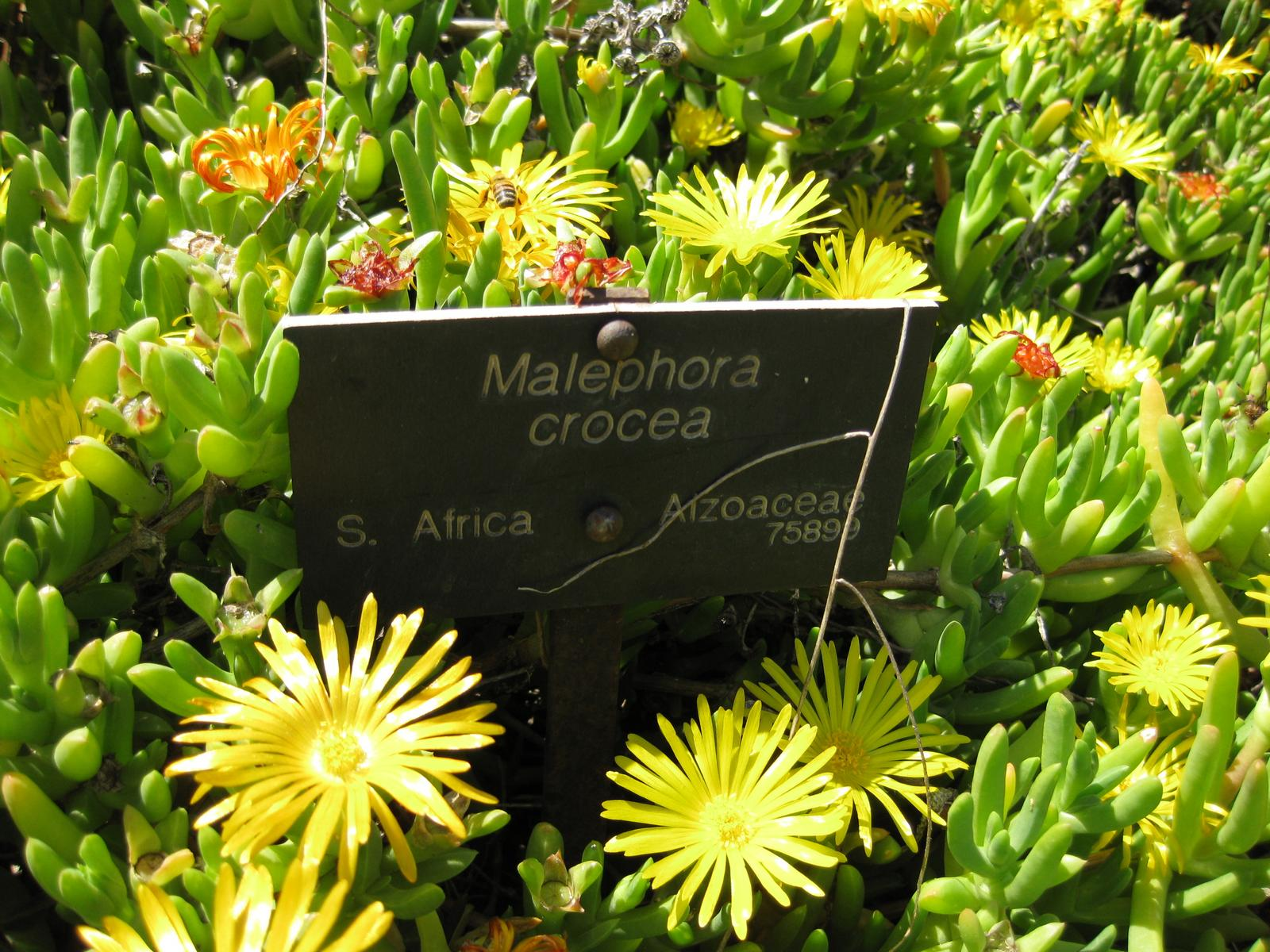